# Jack Hills
Cet article possède un paronyme, voir Jack Hill (homonymie).

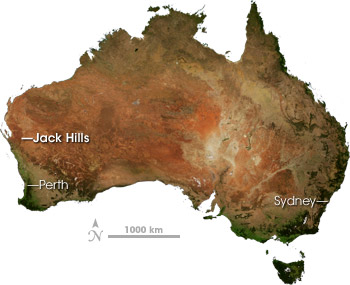
Carte de localisation des Jack Hills en Australie.

Les Jack Hills sont une chaîne de collines du Mid West (Australie-Occidentale). Ils sont surtout connus comme le site du plus ancien minéral d'origine terrestre trouvé à ce jour : les zircons hadéens qui se sont formés il y a environ 4,39 milliards d'années. Ces zircons ont permis une recherche révolutionnaire sur les conditions de la terre dans l'éon Hadéen. En 2015, des « restes de vie biotique » ont été découverts dans des roches de 4,1 milliards d'années,. Selon l'un des chercheurs, « si la vie est apparue relativement rapidement sur Terre... alors elle pourrait être courante dans l'univers ».

## Géographie
Les Jack Hills sont situées à la frontière du comté de Murchison et du comté de Meekatharra, au sud de la rivière Murchison, à environ 800 km au nord de Perth.

## Géologie
Les Jack Hills sont situées dans le terrane des Gneiss de Narryer du Craton de Yilgarn (Australie-Occidentale) qui s'étend sur 80 km avec des roches supracrustales plissées et métamorphisées.
Le massif est composé de : 
- roches silico-clastiques sédimentaires, interprétées comme des dépôts de delta alluvial ;
- de roches mafiques et ultramafiques et d'une formation ferrifère rubanée (BIF), intercalées dans les dépôts, moins abondants à l'affleurement.

La séquence globale a été métamorphisée et transformée en gneiss de faciès granulite, qui a subi de multiples déformations et de épisodes métamorphiques. L'âge des protolithes du terrane des gneiss de Narryer est variable, mais généralement considéré comme supérieur à 3,6 Ga (milliards d'années). C'est dans cette formation qu'ont été découverts des zircons résiduels qui constituent le plus vieux témoignage minéral terrestre daté. Ils sont datés de −3,8 Ga à près de −4,4 Ga pour les plus vieux (âge U-Pb) ; cela correspond à une époque très proche de la formation de la Terre.

## Mines
Le fer de la formation de BIF des Jack Hills a été exploité par Mitsubishi Development Pty Ltd, une filiale en propriété exclusive de Mitsubishi Corporation, qui dans le passé exportait jusqu'à 3 millions de tonnes par an d'hématite détritique à haute teneur (minerai de fer) via le port de Geraldton,. D'autres sociétés opérant dans la région envisagent une reprise des mines de fer à base de BIF.